# Сейнт Луис (окръг, Минесота)
Окръг Сейнт Луис (на английски: St. Louis County) е окръг в щата Минесота, Съединени американски щати. Площта му е 17 767 km², а населението – 197 767 души. Административен център е град Дълют.